# Стефан Къшев
Стефан Къшев е български актьор и режисьор.

## Биография
Роден е на 16 август 1967 г.
През 1991 г. завършва ВИТИЗ „Кръстьо Сарафов“ със специалност „Актьорско майсторство за драматичен театър“ при проф. Елка Михайлова.

### Актьорска кариера
След дипломирането си постъпва в Драматичния театър в Кюстендил.
Къшев играе 10 роли в спектакли в различни театъри в страната.
От 1992 г. до 2010 г. в трупата на Държавния пътуващ театър, където сред най важните му роли са Стефан Драгоданоглу в „В полите на Витоша“ от Пейо Яворов, Подкальосин в „Женитба“ от Николай Гогол, Шофьорът в „Аполон шофьор за дами“, Флавио в „Само за жени“, Професорът в „Само за мъже“, Инспекторът в „Грешката е вярна“ от Дарио Фо, Алберто в „Червени рози“ от Алдо де Бенедети, Генералът в „Чуждата жена“ по Фьодор Достоевски, Куцар в „Албена“ от Йордан Йовков, Барни в „Последният страстен любовник“ от Нийл Саймън, Огретен в „Уют“ от Камен Донев, Депутатът в „Кабаре“ от Любомир Пеевски, Детективът в „Шантави пари“ и Алън в „Ах ти, лошо маце!“ от Рей Куни.
През 2010 г. е член на трупата на Народния театър „Иван Вазов“, където сред най-важните му роли са Мартини в „Полет над кукувиче гнездо“ по Кен Киси, Началник на погребално бюро „Вечност“ в „Животът е прекрасен“ по Николай Ердман, Старият патриций в „Калигула“ по Албер Камю, Шилингер в „Теремин: музика, любов и шпионаж“ от Петър Зеленка, Старши в „Опит за летене“ от Йордан Радичков, Тринкуло в „Бурята“ на Уилям Шекспир и др.
Къшев е директор на Държавния пътуващ театър и на драматичния театър в град Кюстендил, както и ДМДТ „К. Лятифова“ в град Кърджали.
Участвал е в няколко филми и сериали, които са „Дело по съвест“, „Дон Енцо“, „Стъклен дом“, „Етажна собственост“, „Столичани в повече“ и други.
Участвал е в множество реклами, които са „Голия“, „М-Тел“, „Брускети Марети“, „Глобул“ и други.

#### Кариера в дублажа
Занимава се с войсоувър и нахсинхронен дублаж на филми и сериали от 90-те години. Взима участие в дублажите на „Александра Аудио“ и „Доли Медия Студио“.

## Участия в театъра
Театър НАТФИЗ
- „Далавери за леваци“ от Майкъл Куни[5]

Държавен пътуващ театър
1. Алън в „Ах ти, лошо маце“ от Рей Куни
2. Стефан Драгоданоглу в „В полите на Витоша“ от Пейо Яворов
3. Подкальосин в „Женитба“ от Николай Гогол
4. Шофьорът в „Аполон шофьор за дами“ от Дарио Фо
5. Флавио в „Само за жени“ от Дарио Фо
6. Професорът в „Само за мъже“ от Дарио Фо
7. Инспекторът в „Грешката е вярна“ от Дарио Фо
8. Алберто в „Червени рози“ от Алдо де Бенедети
9. Генералът в „Чуждата жена“ по Фьодор Достоевски
10. Куцар в „Албена“ от Йордан Йовков
11. Барни в „Последният страстен любовник“ от Нийл Саймън
12. Огретен в „Уют“ от Камен Донев
13. Депутатът в „Кабаре“ от Любомир Пеевски
14. „Шантави пари“ от Рей Куни – режисьор Андрей Аврамов[6]
15. „Марихуаната на мама е най-добра“ от Дарио Фо[7]

„Театър „Сълза и смях““
1. „Луда нощ по френски“ от Марк Камолети[8]
2. „Хайд парк“ от Аугуст Стриндберг, Бертолт Брехт, Марио Фрати – постановка Деян Русев[9]

Театрално-музикален център „Димитър Димов“ – Кърджали
- „Албена“ от Йордан Йовков – режисьор Пламен Панев[10]

Народен театър „Иван Вазов“
1. Мартини в „Полет над кукувиче гнездо“ от Кен Киси – режисьор Александър Морфов[11][12]
2. „Смъртта на търговския пътник“ от Артър Милър – режисьор Борислав Чакринов[13]
3. Началник на погребално бюро „Вечност“ в „Животът е прекрасен“ от Николай Ердман – спектакъл на Александър Морфов[14]
4. Йола в „Херкулес и Авгиевите обори“ от Фридрих Дюренмат – режисьор Ивайло Христов[15][16]
5. 2017 – Старият патриций в „Калигула“ от Албер Камю – режисьор Диана Добрева[17][18][19]
6. 2018 – Уилсън в „Спускане от връх Морган“ от Артър Милър – режисьор Николай Ламбрев-Михайловски[20][21]
7. 2018 – Старши в „Опит за летене“ от Йордан Радичков – режисьор Стоян Радев[22]
8. 2019 – Шилингер в „Теремин: Музика, любов и шпионаж“ от Петър Зеленка – постановка Валентин Ганев[23][24][25]
9. 2020 – „Вуйчо Ваньо или не искам да си спомням нищо“ от Антон Чехов – режисьор Николай Ламбрев[26][27][28]
10. 2020 – „Страх за опитомяване“ от Оля Стоянова – режисьор Стефан Спасов[29][30][31]
11. 2021 – „Двубой“ от Иван Вазов – режисьор Мариус Куркински[32][33][34][35]
12. 2021 – „Народът на Вазов“ от Александър Секулов – режисьор Диана Добрева[36][37]
13. 2021 – Тринкуло в „Бурята“ от Уилям Шекспир, режисьор Робърт Уилсън[38][39]
14. 2022 – „Големанов“ от Стефан Костов – режисьор Стоян Радев[40]

## Филмография
- „Дело по съвест“ (2001)
- „Дон Енцо“ (2005)
- „Столичани в повече“ (2012) – Желязко Иванов („Цезара“), иманяр
- „Етажна собственост“ (2012) – доктор Росен Контопишев, гинеколог[41]
- „Кантора Митрани“ (2012)
- „Пътят на честта“ (2021) – Исмаил

## Роли в дублажа
Сериали
- „Върховният Спайдър-Мен“
- „Костенурките нинджа“
- „Междузвездни войни: Бунтовниците“ – Гаразеб Орелиос – Зеб
- „Зеления фенер: Анимационният сериал“ – Киуоог

Филми
- „Котаракът в чизми“ – Други гласове
- „Ледена епоха 4: Континентален дрейф“, 2012
- „Ледена епоха 5: Големият сблъсък“, 2016
- „Лятното приключение на Лука“ – Масимо, 2021
- „Миньоните 2“, 2022
- „Мулан“ – Сержант Цян, 2020
- „Разбивачът Ралф“ – Киселия Бил, 2012
- „Ралф разбива интернета“ – Двойния Дан, 2018
- „Рая и последният дракон“, 2021[42]
- „Том и Джери: Мисия до Марс“ (дублаж на Александра Аудио), 2012
- „Турбо“, 2013